# Peter A. Munch
Peter Andreas Munch (* 19. Dezember 1908 in Nes; † 10. Januar 1984 in Pleasant Hill, Tennessee) war ein norwegisch-US-amerikanischer Soziologe.
Munch publizierte hauptsächlich im Bereich der Kulturanthropologie, Agrar- und Maritimen Soziologie und gab 1960–64 The Sociological Quarterly heraus. Auch wurde er u. a. an die Norwegische Akademie der Wissenschaften berufen.

## Leben
Er studierte zunächst in Oslo, erwarb 1932 den akademischen Grad eines Kandidaten der Theologie und heiratete 1934 Helene Stephansen (eine lebenslange Ehe mit dann drei Kindern). 1937–38 nahm Munch an der norwegischen Expedition nach Tristan da Cunha teil. 1943–44 wurde er von der deutschen Besatzungsmacht im Lager Grini bei Oslo interniert, nahm danach sein Studium wieder auf, publizierte 1945 (theoretisch an Ferdinand Tönnies angelehnt) sein erstes Buch, die Studie Sociology of Tristan da Cunha bei Dybwad (Oslo), und wurde 1946 zum Dr. phil. promoviert. 
Danach studierte er an den Universitäten Oxford und Wittenberg semitische Sprachen und setzte ab 1947 seine Universitätskarriere in den USA als Soziologe fort. 1951 wurde er als Professor an die University of North Dakota in Grand Forks und 1957 an die Southern Illinois University in Carbondale berufen, wo er bis zu seiner Emeritierung 1984 wirkte. Seine umfassende Sammlung zur Inselwelt des Südatlantik befindet sich in der Obhut der Saint Louis University in St. Louis, Missouri.

## Publikationen
- Sociology of Tristan da Cunha. Results of the Norwegian Scientific Expedition to Tristan da Cunha, 1937–1938. Jacob Dybwad, Oslo 1945; 2. Auflage: Ams Press, 1977, ISBN 0685873560.
- The Strange American Way: Letters of Caja Munch from Wiota, Wis., 1855–1859, with An American Adventure; Excerpts from Vita Mea, an Autobiography Written in 1903 for His Children. Southern Illinois University Press, 1970, ISBN 978-0-8093-0440-0.
- The Song Tradition of Tristan da Cunha. Indiana University Research Center for the Language Sciences, 1970, ISBN 978-0-391-02076-4.
- Crisis in Utopia. The Ordeal of Tristan da Cunha. Crowell, 1971, ISBN 0-690-22075-8.